# Валентиновка (Королёв)
Валенти́новка — дачный посёлок, включённый в черту города Королёва Московской области России. Впервые упоминается 25 (12 марта) 1906 года. Рядом расположена одноимённая железнодорожная платформа.

## География
В центре посёлка находится лесной массив Валентиновский бор.

### Климат
Климат, как и всей Московской области — умеренно континентальный.

## История
В 1906 году Валентина Николаевна Дашкова, супруга присяжного поверенного округа Московского судебной палаты Николая Михайловича Дашкова, владелица земель с двух сторон будущего пос. Загорянский, раньше Кисель-Загорянских образовала два дачных посёлка, которые получили наименование по её имени «Валентиновка». Один вошёл в пос. Загорянский в 1970-х гг., другой — платформа Валентиновка в Королёв. Платформа Валентиновка была построена на месте пересечения железнодорожных путей и дороги, соединявшей деревни Бурково (на р. Клязьма) и Власово (нынешняя улица Гайдара).
В 1930-е годы Валентиновка стала дачным посёлком Художественного, Малого и Большого театров. 

## Известные уроженцы, жители
С 1948 года до переезда в Москву в Валентиновке жила большая семья Шнитке, эти годы были плодотворными для Виктора и Альфреда. В 1950—1960-е годы в Валентиновке снимали дачи И. А. Голубцов, О. Н. Ефремов, Ю. В. Никулин, Ю. М. Соломин, Н. П. Караченцов, провёл детство Александр Збруев, жили Андрей Макаревич, Валерий Леонтьев — на его даче снимались «Рождественские встречи» Аллы Пугачёвой; Герман Лукомников, Галина Старовойтова, Олег Попов и другие.

## Достопримечательности
Археологическими памятниками государственного значения является группа курганов XIII века в 1 км севернее железнодорожной станции Валентиновка.